# Monodromía
En matemática, monodromía es el estudio de cómo los objetos de análisis matemático, topología algebraica y algebraicos y geometría diferencial se comportan cuando 'circundan' una singularidad. Como su nombre indica, el significado fundamental de monodromía proviene de 'realizar una ronda individual'. Está estrechamente asociada al recubrimiento de un mapa y a su degeneración en la ramificación correspondiente; el aspecto que da lugar a fenómenos de monodromía es que cierta función se define univaluada cuando 'recorremos' una ruta rodeando alguna singularidad. La ausencia de monodromía se mide mediante la definición de un grupo de monodromía: un grupo de transformaciones que actúan sobre los datos que codifica lo que sucede cuando 'circundamos' la singularidad.

## Definición
Sea X conexo y conexo localmente, un espacio topológico con base en el punto x y sea {\displaystyle p:{\tilde {X}}\to X} una cubierta con fibra {\displaystyle F=p^{-1}(x)}. Para un bucle γ: [0, 1] → X en donde x, denota un levantamiento bajo el mapa de cobertura (desde un punto de {\displaystyle {\tilde {x}}\in F}) por {\displaystyle {\tilde {\gamma }}}. Por último, denotamos por {\displaystyle {\tilde {x}}\cdot \gamma } el extremo {\displaystyle {\tilde {\gamma }}(1)}, que es generalmente diferente de {\displaystyle {\tilde {x}}}. Hay teoremas que establecen que esta construcción da un grupo acción bien definido del grupo fundamental π1(X, x) de F y que el estabilizador de {\displaystyle {\tilde {x}}} es exactamente {\displaystyle p_{*}(\pi _{1}({\tilde {X}},{\tilde {x}}))}, es decir, un elemento [γ] resuelve un punto de F si es representada por la imagen de un circuito en {\displaystyle {\tilde {X}}} en {\displaystyle {\tilde {x}}}. Esta acción se llama acción de monodromía y al correspondiente homomorfismo π 1(X, x) → Aut (F) en el grupo de automorfismos de F, es la monodromía. La imagen de este homomorfismo es el grupo de monodromía.

## Ejemplo
Estas ideas se hicieron explicitadas primero en análisis complejo. En el proceso de Extensión analítica, una función que es analítica F(z) en un subconjunto abierto E del plano complejo perforado C \ {0} se puede hacer contíinua de reversa hacia E, pero con valores diferentes. Por ejemplo tomar
F(z) = log z
E = {z ∈ C: Re (z) > 0}
y luego extender analíticamente en sentido antihorario alrededor del círculo
|z| = 0.5
resultará en el retorno, no a F(z) sino 
F(z) + 2 & pi;i.
En este caso el grupo de monodromía es cíclico infinito y el espacio de la cubierta es la cubierta universal del plano complejo pinchado. Esta cubierta puede ser visualizada como el helicoide (tal como se define en el artículo) restringido a ρ > 0. El mapa de cobertura es una proyección vertical, en un sentido que colapse la espiral en la manera obvia para obtener un plano perforado.

## Ecuaciones diferenciales en el dominio complejo
Una aplicación importante es a ecuación diferenciales, donde una sola solución puede dar más soluciones linealmente independientes por extensión analítica. Ecuaciones diferenciales lineales definidas en un conjunto abierto, conectado S en el plano complejo con un grupo de monodromía, que (más precisamente) es una representación lineal del grupo fundamental de S, resume todas las extensiones analíticas de bucles circundantes dentro de S. El problema inverso, de construir la ecuación (con singularidades regulares), dada una representación, se llama problema de Riemann–Hilbert.
Para un sistema lineal normal (y en particular Fuchsiano), uno elige generalmente como generadores del grupo de monodromía los operadores Mj  correspondiente a los bucles que sortea uno de los polos del sistema en sentido contrario a las manecillas del reloj. Si los índices j se eligen de tal manera que aumentan de 1 a p + 1 cuando uno sortea el punto base en el sentido de las manecillas del reloj, entonces la relación única entre los generadores es la igualdad {\displaystyle M_{1}...M_{p+1}=id}. El problema Deligne–Simpson es el siguiente problema de realización: ¿para qué tuplas de clases conjugadas en GL (n, C) existen tuplas irreductibles de matrices Mj  de estas clases que satisfagan la relación anterior? El problema ha sido formulado por Pierre Deligne, y Carlos Simpson fue el primero en obtener resultados hacia su resolución. Una versión aditiva del problema sobre los residuos de sistemas Fuchsianos ha sido formulada y explorado por Vladimir Kostov. Así, el problema ha sido considerado por otros autores para grupos matriciales diferentes a GL (n, C).

## Aspectos geométricos y topológicos
En el caso de un mapa de cobertura, lo miramos como un caso especial de fibración y utilizamos la propiedad de elevación de homotopía para 'seguir ' caminos en el espacio base X (suponemos los caminos conectados por simplicidad) cuando se levantan en la cubierta C. Si circundamos un bucle basado en x en X, que levantamos para iniciar en c sobre x, terminaremos en algunos c * nuevamente por encima de x; es muy posible que c ≠ c *, y a este código se le considere la acción del grupo fundamental π1(X, x) como un grupo de permutación en el conjunto de todos los c, como un grupo de monodromía en este contexto.
En geometría diferencial, desempeñan un papel análogo por transporte paralelo. En un fibrado principal B sobre una variedad diferenciable M, una conexión permite el movimiento 'horizontal' de fibras por encima de m en M a los adyacentes. El efecto cuando se aplica a los bucles basados en m, es que define un grupo  holonomía  de traslaciones de la fibra en m; si el grupo de estructura de B es G, este es un subgrupo de G que mide la desviación de B del producto fibrado M × G.

### Foliaciones y monodromía grupoide
Análogo al grupoide fundamental es posible deshacerse de la elección de un punto base y definir una monodromía grupoide. Aquí consideramos ascensores (clases de homotopía) de caminos en el espacio base X de una fibración {\displaystyle p:{\tilde {X}}\to X}. El resultado tiene la estructura de un grupoide sobre el espacio base X. La ventaja es que podemos bajar el estado de conexión de x.
Además también puede generalizarse la construcción de foliaciones: considere {\displaystyle (M,{\mathcal {F}})} una foliación M (posiblemente singular). A continuación, para cada ruta en una hoja de {\displaystyle {\mathcal {F}}} podemos considerar su difeomorfismo inducido en secciones transversales locales a través de los extremos. Dentro de una carta simplemente conexa este difeomorfismo se convierte en único y especialmente canónico entre secciones transversales diferentes si pasamos al germen del difeomorfismo alrededor de los extremos. De esta manera se convierte en independiente de la ruta (entre extremos fijos) dentro de un gráfico simplemente conexo y por lo tanto es invariante bajo homotopía.

## Definición a través de la teoría de Galois
Sea F(x) que denote el campo de la funciones racionales en la variable x en el campo F, que es el campo de las fracciones del anillo de polinomios F[x]. Un elemento de y = f(x) de F(x) determina una extensión finita [F(x): F(y)].
Esta extensión suele ser no Galois pero tiene cierre de Galois L(f). El grupo de Galois asociado de la extensión [L(f): F(y)] se llama grupo de monodromía de la f. 
En el caso F = C la teoría de superficie de Riemann hace presencia y permite la interpretación geométrica anterior. En el caso de que la extensión [C(x): C(y)] sea Galois, el grupo de monodromía asociado a veces se llama un grupo de transformaciones de la cubierta. 
Esto tiene conexiones con la teoría de Galois de espacios recubridores hacia el teorema de existencia de Riemann.